# Bobards d'or
Les Bobards d’or sont une cérémonie de remise de prix parodiques organisée depuis 2010 par la fondation d'extrême droite Polémia, un cercle de réflexion identitaire. Le jury est composé de membres de l'extrême droite sur Internet qui visent les médias dominants, selon eux au nom de la réinformation, selon les experts afin de les discréditer et de propager le discours de l'extrême droite.

## Description
Selon les promoteurs de cet événement relayés par des sites d'extrême droite, ces prix distinguent chaque année, sur un mode parodique, « les pires mensonges proférés par les médias au nom du politiquement correct ». L'organisateur et président de la cérémonie, Jean-Yves Le Gallou, est un ancien du Front national, passé par le parti de Bruno Mégret, et théoricien de la « réinformation »,.
Selon France Inter, sont présents lors de cette cérémonie les principaux sites qui sont, « sous couvert de "ré-information" (...) une presse d’opinion, d’extrême droite, qui sape la légitimité des médias et prospère sur Internet ». Pour Tristan Mendès France, enseignant en cultures numériques à l'université Sorbonne-Nouvelle, ces critiques essayent de « discréditer les journalistes. En optant pour un discours de l'alternative, ils s'assurent les faveurs d'un public déçu ou méfiant des médias traditionnels ». Pour Les Inrockuptibles les Bobards d’Or sont « le défouloir anti-média de l’extrême droite » dont « la critique des médias semble tourner un peu en rond », les intervenants et les jurys étant souvent les mêmes au fil des années. Pour le journaliste Élie Guckert, il s'agit d'une cérémonie « au cours de laquelle on désigne à la vindicte les journalistes accusés de se faire les relais du "politiquement correct" ».
La communication de l'événement est réalisée par Romain Petitjean, dit Romain Lecap, tandis que sa retransmission est assurée par Gilles Arnaud, de l'Agence2presse.
Selon David Doucet et le journaliste politique de Libération Dominique Albertini, il est « difficile de ne pas voir la filiation [de] cette cérémonie » avec celle du prix Lyssenko, organisée par le Carrefour de l'horloge depuis 1990. Pour Dominique Albertini, les Bobards d'or s'inscrivent dans une préoccupation, selon Le Gallou lui-même, « d’implanter l’idée que l’on ne peut pas faire confiance aux médias. Certaines évolutions, comme le mariage homosexuel, n’ont été possibles qu’avec leur soutien. Même si nous parvenions au pouvoir, nous ne pourrions peut-être pas gouverner avec les médias tels qu’ils sont aujourd’hui. » Pour Albertini, cela « n’a rien de nouveau à l’extrême droite », Le Gallou étant « issu de la « Nouvelle Droite » - mouvance qui a cherché à rénover la pensée de son camp selon une matrice anti-égalitaire. Acquis à l’idée de « bataille culturelle », les néodroitiers voulaient agir en amont du débat politique pour en déterminer les termes. D’où de régulières confrontations avec la « bien-pensance médiatique ».
Parmi les partenaires de l'événement qui retransmettent la cérémonie se trouve la chaîne du Kremlin RT France. On y remet, entre autres, le « bobard balalaïka » décerné aux travaux considérés comme « antirusses ».

## Déroulement
Les prix sont de petites statuettes inspirées des Oscars, mais dont le long nez évoque Pinocchio ; la cérémonie est retransmise par les principaux sites Internet d'extrême droite. Les prix sont décernés par le public et des jurys constitués des principaux médias de l'extrême droite sur Internet tels que Fdesouche, Radio Courtoisie et TV Libertés qui visent les médias dominants, selon eux au nom de la réinformation, afin, selon les experts, de les discréditer et de propager le discours de l'extrême droite.
Selon Europe 1, des propos qui tiennent de « d'apologie de crime contre l'humanité » sont tenus par le public lors de la cérémonie de 2014, sans réaction des organisateurs. Lors de la présentation du « gay Bobard », illustrée par Pierre Bergé, actionnaire du Monde, sont lancés un « au four ! » et un « au bûcher » lors d'un reportage sur un camp rom. Maïtena Biraben est insultée et la manifestation Jour de colère, qui a réuni saluts nazis et slogans antisémites, est louée par Jean-Yves Le Gallou, qui appelle également à intervenir sur les réseaux sociaux de manière factuelle et sans agressivité mais rit si des journalistes sont malmenés pendant des manifestations.

## Exemples de prix accordés

### 2015
- Caroline Fourest — cible favorite des identitaires et des catholiques traditionalistes (selon Les Inrockuptibles) —, « bobard balalaïka » (anti-Poutine) et « prix Bruno Roger-Petit du journalisme de qualité » en 2015[5].
- John Paul Lepers, « bobard du vivre ensemble » 2015 pour son documentaire Immigration et délinquance, dans lequel il montrait qu’il n’y avait aucune corrélation entre les deux[5].
- i>Télé, « Kapo d’or » 2015 pour avoir renvoyé le journaliste Éric Zemmour[5].
- L’AFP et l’ensemble de la presse française, « Charlot d’or » 2015[5].

### 2018
Maître de cérémonie : Martial Bild de TV Libertés. Jury : Gabrielle Cluzel de Boulevard Voltaire, Édouard Chanot de Sputnik France, Caroline Parmentier de Présent, Vivien Hoch, cofondateur du comité Trump France.
- Yann Moix, ou « Mhoax », « bobard d'or » pour avoir assuré sur le plateau d'On n'est pas couché avoir filmé des actes délictueux des forces de l'ordre contre les migrants à Calais[8].
- L'ensemble des médias, « bobard d'argent » pour la couverture de l'affaire Théo[8].
- Les journalistes Lisa Beaujour, Nora Bouazzouni et Aude Lancelin, « bobard de bronze » pour avoir défendu la thèse de Priscille Touraille, révélée par un entretien avec Françoise Héritier, selon laquelle les hommes sont plus grands en moyenne que les femmes car ils les ont privées de protéines depuis le paléolithique[8].

## Aux États-Unis
Au mois de novembre 2017, Donald Trump annonçait la création des Fake News Awards (en), présentés par Breitbart News comme une adaptation des Bobards d'or français[réf. nécessaire]. Trump révéla lui-même la liste des lauréats le 17 janvier 2018.